# Rexingen, Bas-Rhin

Rexingen este o comună în departamentul Bas-Rhin, Franța. În 2009 avea o populație de 191 de locuitori.